# Femme assise tirant son gant

Degas:
Portrait de Mlle Rose Caron

Femme assise tirant son gant (auch Portrait de Mlle Rose Caron) ist ein Gemälde von Edgar Degas. Das um 1892 entstandene Werk hat eine Höhe von 76,2 cm und eine Breite von 86,2 cm. Es zeigt die Sängerin Rose Caron und befindet sich in der Albright-Knox Art Gallery in Boston als Schenkung des Charles Clifton, Charles W. Goodyear & Elizabeth H. Gates Funds.

## Hintergrund
Musik und insbesondere das Musiktheater spielte in Edgar Degas’ Leben eine große Rolle, schrieb Tobia Bezzola. Bis ins hohe Alter war er Stammgast der Pariser Oper. 1890 widmete er der Sopranistin Rose Caron (1857–1930) eines seiner wichtigsten Genre-Porträts. „Sie erscheint in voller Kostümierung, das Gesicht geheimnisvoll im Halbschatten. Die Emphase liegt in der graziösen Geste, mit der sie ihre langen Handschuhe überzieht“.
Rose Caron war eine der berühmtesten Sängerinnen ihrer Zeit, umjubelt in der Pariser Opera wie auch im Brüssler Theatre de la Monnaie. Degas sah Caron erstmals in der Oper Sigurd seines Freundes Ernest Reyer; in den folgenden Jahren verpasste er kaum eine Aufführung mit ihr.

## Rezeption
In Anbetracht der fließenden Grenze zwischen vitaler Gegenwärtigkeit und lebendiger Darstellung würde die Porträtmalerei den Produzenten mit der Macht ausstatten, „die Differenz zwischen sichtbarer Gegenwärtigkeit und Abwesenheit zu manipulieren“, schrieb Elisabeth Bronfen. Degas’ „Femme assise tirant son gant“ mache zwar die Sopranistin sichtbar. Gleichzeitig wird sie jedoch nicht als Privatperson vergegenwärtigt, sondern als eine Frau, die den Part einer Schauspielerin übernimmt und eine nicht einmal identifizierbare Rolle spielt. Obwohl sie ganz bewusst in Szene gesetzt wird, entzieht sich Rose Caron dennoch dem Gesichtsfeld. Dieser Moment des Entweichens wird durch die Technik Degas’ verstärkt, einen großen Teil der gemalten Figur zu verwischen.

## Provenienz
Das Porträt befand sich nach dem Tod Degas’ in dessen Atelier und wurde in der Dritten Auktion von Dr. Georges Vieu, Paris erworben, in dessen Besitz es sich bis 1930 befand. 1939 erwarb es André Weil et Les Matignon Art Gallery und gelangte in den Bestand der Albright-Knox Art Gallery in Boston.